# Königlich Bayerisches 3. Infanterie-Regiment „Prinz Karl von Bayern“

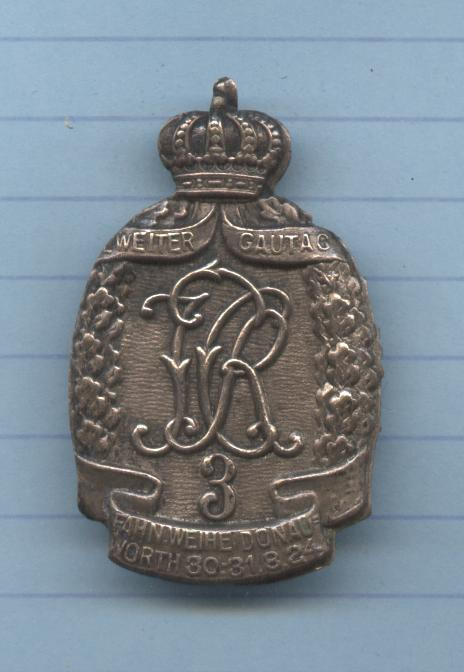
Erinnerungsabzeichen zur Wiedersehensfeier des 3. Infanterie-Regiments, 1924, mit der Chiffre „IRC 3“ (Infanterie-Regiment Prinz Carl 3)

Das 3. Infanterie-Regiment „Prinz Karl von Bayern“ war ein zuletzt in Augsburg stehendes Regiment der Bayerischen Armee. Es unterstand 1914 zusammen mit dem 20. Infanterie-Regiment der 3. Infanterie-Brigade.

## Geschichte

### Aufstellung und Entwicklung
Das Regiment wurde von Kurfürst Johann Wilhelm am 1. Februar 1698 als kurpfälzisches Garde-Grenadier-Regiment in Düsseldorf aufgestellt.

### Spanischer Erbfolgekrieg 1702/14
Bereits im Spanischen Erbfolgekrieg erhielt es seine Feuertaufe und nahm, teilweise unter dem Oberbefehl von Prinz Eugen, an den Kämpfen am Speyerbach, um Landau und Ludwigsburg teil.

### Österreichischer Erbfolgekrieg 1741/48
Nach der Verlegung nach Heidelberg, später nach Mannheim, nahm das Regiment der kurpfälzischen Armee am Österreichischen Erbfolgekrieg (Verteidigung von Braunau) teil.

### Teilnahme am Siebenjährigen Krieg 1757/59
Nach der Umbenennung in Leibregiment (1757) und kurze Zeit später in Garderegiment zu Fuß nahm es an Operationen im Rahmen des Siebenjährigen Krieges in Franken, Sachsen (u. a. bei Torgau) und Böhmen teil. 1777 kam das Regiment mit der Vereinigung der pfälzischen und bayerischen Linie der Wittelsbacher Dynastie in bayerischen Dienst.

### Koalitionskriege

#### Erster Koalitionskrieg 1792/97
Nach der Verteidigung Mannheims in den Koalitionskriegen 1794/95 wurde die Einheit 1797 nach Bayern (erst aufgeteilt auf Friedberg, Erding und München, 1798 komplett nach Neuburg) verlegt.

#### Zweiter Koalitionskrieg 1798 bis 1802
Am 9. Oktober 1799 schlug sich das kombinierte Bataillon „Herzog Karl“ unter Oberstlieutenant Karl von Buseck beim Kloster Paradies gegen die französische Division „Mesnard“ so hervorragend, dass der kommandierende russische General Korsakow ihm seine volle Anerkennung zollte und ihn als Kommandant dieses Bataillons ausdrücklich lobte. Es folgten Kämpfe bei Stockach und Memmingen. In der Schlacht von Möskirch am 5. Mai 1800 und im Gefecht bei Neuburg an der Donau am 27. Juni 1800 zeichnete sich Oberstlieutenant von Buseck nochmals in besonderem Maße aus, so dass er gemäß kurfürstlicher Kabinettsordre vom 20. August 1800 das Militär-Ehrenzeichen erhielt.
Nach der unglücklichen Schlacht bei Hohenlinden wurde das Regiment 1801 erneut nach Heidelberg verlegt, dann 1803 nach Ulm. Dort wurde das Regiment 1804 in 3. Linieninfanterie-Regiment „Herzog Karl“ umbenannt.

#### Dritter Koalitionskrieg 1805
1805 trat es, diesmal an der Seite Napoleons, gegen die Österreicher an.

#### Vierter Koalitionskrieg 1806/07
1806 wurde das Regiment in die mediatisierte Reichsstadt Augsburg verlegt und anschließend 1806/07 gegen Preußen und Russland eingesetzt. Während des Gefechtes bei Poplawy/Pultusk am 16. Mai 1807 gelang es Hauptmann Johann Palm, damals Generaladjutant bei Generallieutenant Wrede, den durch Kosakenangriffe bedrängten rechten Flügel der bayerischen Truppen, die sich bereits nahezu vollständig verschossen hatten, schnellstens mit Munition zu versorgen, versprengte Bayern wieder zu sammeln und zum Gegenangriff zu führen. Zur Verstärkung der rechten Flanke ließ er eine Kompanie des 3. Linien-Infanterie-Regiments aufmarschieren und hatte durch seine persönliche Tapferkeit und seine geschickten Anordnungen wesentlich zum Erfolg beigetragen. Hierfür wurde ihm gemäß Armeebefehl vom 18. August 1807 das Ritterkreuz des Militär-Max-Joseph-Ordens verliehen.

#### Fünfter Koalitionskrieg 1809
Im Jahre 1809 war es am Krieg gegen Österreich (u. a. bei Abensberg und Wagram) beteiligt. Am 11. Mai 1809 befand sich das Regiment auf dem Marsch in Richtung Lofer. Der Loferpass wurde von zwei Kompanien Österreicher, Tiroler Schützen und zwei Sechspfünder-Kanonen besetzt gehalten. Eine Umgehung war wegen der Schneelage nicht möglich. General Minucci ließ bei Tagesanbruch das Regiment, das II. Bataillon des 14. Infanterie-Regiments und als Avantgarde das 6. leichte Bataillon „Laroche“ unterstützt durch acht Haubitzen und vier Zwölfpfünder frontal gegen den befestigten Pass angreifen. Bis Mittag dauerte die Kanonade, ohne dass ein entscheidender Vorteil erreicht werden konnte. Zudem konnte der Feind seine Verluste immer wieder ersetzen. Nachdem der vierte Ansturm des 6. leichten Bataillons und eines Bataillons des 14. Infanterie-Regiments an jeweils anderer Stelle gescheitert war, erhielt das II. Bataillon des 3. Infanterie-Regiments um 14.00 Uhr den Befehl, den Pass im Sturm zu nehmen. Oberstkommandant Joseph Graf von Berchem stürmte mit geschwungenem Degen an der Spitze des II. Bataillons, verstärkt durch die Leibkompanie und unterstützt durch das 6. Bataillon gegen die Palisaden und Verhaue, die er zusammen mit dem Hauptmann Hazzi vom Ingenieurcorps als erster überwand. Während dieser Erstürmung gelang es dem Adjutanten von Oberst Graf Berchem, Lieutenant Karl Joseph Weigand, durch ein Fenster des links vom Palisadentor befindlichen Hauses einzusteigen, im daneben liegenden Raum ca. zehn Österreicher gefangen zu nehmen und das Tor von innen zu öffnen. Die Angreifer konnten nun geschützt gegen feindliches Feuer eindringen und rasch den Pass in Besitz nehmen. Hierfür wurde er mit Armeebefehl vom 9. September 1809 mit dem Ritterkreuz des Militär-Max-Joseph-Ordens ausgezeichnet. Am 15. Mai 1809 eroberte Oberst Graf Berchem mit seinem Regiment nicht zuletzt durch seine beispielgebendes Verhalten die Stadt Schwaaz. Hierfür, aber vor allem für die Wegnahme des Strub- und Loferpasses wurde er vom Kommandierenden der 2. Armeedivision, Generallieutenant Freiherr von Wrede, zur Aufnahme in den Militär-Max-Joseph-Orden vorgeschlagen, dessen Ritterkreuz er mit Armeebefehl vom 3. September 1810 erhielt. Nachdem in Tirol, dass nach dem Frieden von Schönbrunn an das Königreich Bayern fiel, ein Volksaufstand ausbrach, wurde der Verband dort eingesetzt.

#### Napoléons Russlandfeldzug 1812
Anschließend ging es 1812 in den Russlandfeldzug.

#### Befreiungskriege 1813/15
Am 10. April 1813 waren Teile der in der Festung Thorn befindlichen Brigade unter General Friedrich von Zoller von den russischen Angreifern vom Beckerberg, der beherrschenden Höhe vor den Stadtbefestigungen, vertrieben worden. Noch in der Nacht befahl General von Zoller dem Regiment, unverzüglich ein Kommando unter einem tüchtigen Kapitän mit 2 Offizieren, 4 Unteroffizieren und 40 Mann zur Rückeroberung des Beckerbergs in Marsch zu setzen. Hauptmann Johann von Fleischmann, Kompanie-Kommandant im Regiment, wurde von General von Zoller persönlich in die Lage und die Bedeutung des Beckerberges eingewiesen. Sogleich rückte er mit seiner Mannschaft durch das Kulmertor gegen die Höhe vor. Einen Offizier ließ er mit einigen Mann als Deckungsgruppe rechts vom Berg zurück, er selbst ging weiter gegen einen vierfach überlegenen Feind vor. Im Schutz der Dunkelheit stürmte er mit seinen Männern plötzlich aus allen Rohren feuernd frontal und in die Flanke der Russen, die den Beckerberg bereits für die Aufnahme einer Batterie herrichteten, und vertrieb sie vom Berg. Er zog die Deckungsgruppe nach und verfolgte den Feind, der sich im „roten Haus“ (ein großes Backsteinhaus) verschanzte. Nach hartnäckigem Widerstand konnte er die Russen auch aus diesem Gebäude werfen. Mit Armeebefehl vom 24. Juni 1815 wurde er für seine Leistungen bei Thorn mit dem Ritterkreuz des Militär-Max-Joseph-Ordens belohnt. Zum Ende der Koalitionskriege mussten bei Bautzen, Hanau und Arcis-sur-Aube und bei der Einnahme von Paris noch Gefechte bestanden werden.

### Umzug in die Prinz-Karl-Kaserne in Augsburg 1884

Die Prinz-Karl-Kaserne in Augsburg auf einer kolorierten Postkarte von 1911

Am 8. November 1884 bezog das Regiment die ab 1882 neu errichtete Prinz-Karl-Kaserne am Augsburger Stadtrand. Anlass zum Bau dieser neuen Unterkunft war eine Typhus-Epidemie in den bisherigen Unterkünften des Regiments in den Augsburger Klostergebäuden Heilig Kreuz und St. Salvator. 1898 wurde im Kasernenhof anlässlich des 200-jährigen Jubiläums des Regiments ein Denkmal errichtet.

### Deutsch-Französischer Krieg 1870/71
In diesem Zeitraum wurde die Einheit 1866 gegen die Preußen und 1870/71 gegen die Franzosen (u. a. bei Sedan) eingesetzt. Vorübergehend waren Teile des Verbandes in Kempten, Neu-Ulm und Lindau stationiert. Gemäß Verfügung vom 7. November 1866 wurde bestimmt, dass das Regiment im Gedächtnis der Verdienste von Karl von Bayern für alle Zeiten dessen Namen zu führten hatte. Mit der Übernahme der Inhaberschaft hieß der Verband 3. Infanterie-Regiment „Prinz Karl von Bayern“.
Im Rahmen der Neuerungen der Waffentechnik erhielt das Regiment vor Beginn des Ersten Weltkrieges eine MG-Kompanie.

### Erster Weltkrieg

#### 1914
Zu Beginn des Ersten Weltkrieges 1914 wurde das Regiment mobilisiert und unter dem Oberbefehl der 6. Armee an die Westfront gefahren. Bei Saarburg war am 20. August das erste große Gefecht. Es folgten kurz darauf die Kämpfe an der Grenze in Lothringen sowie ab Ende September die erste Schlacht an der Somme.

#### 1915
1915 kam das Regiment von der 2. Infanterie-Division zur neugebildeten 11. Infanterie-Division und wurde an die Ostfront verlegt. Dort war es im Mai 1915 am Durchbruch bei Gorlice-Tarnów, der Eroberung von Przemyśl am 3. Juni 1915 und der anschließenden monatelangen Zurückdrängung der Russen (Großer Rückzug) beteiligt. Im Herbst folgte der siegreiche Feldzug über die Donau durch Serbien.

#### 1916
In der Schlacht um Verdun im Frühjahr 1916 kämpfte das Regiment bei Avocourt. Anfang Mai 1916 gelang dann endlich die Eroberung der Höhe 279, wo sich das Regiment zur Verteidigung einrichtete. Nach einem schrecklichen Blutzoll in nur knapp drei Monaten wurde das Regiment herausgelöst. Im Sommer des Jahres nahm das Regiment bei der Abwehr der Brussilow-Offensive in Wolhynien teil. Ab Herbst 1916 kämpfte das Regiment während der erfolgreichen Offensive durch die Karpaten gegen Rumänien an der rechten (III. Bataillon) und linken Flanke (I. und II. Bataillon) der 11. Infanterie-Division.

#### 1917/18
1917 wurde der Verband wieder an die Westfront verlegt, wo er an den Kämpfen im Elsass, an der Aisne, in Flandern und an der Deutschen Offensive 1918 teilnahm.
Das fast stets im Brennpunkt der Kämpfe eingesetzte Regiment verlor von 1914 bis 1918 mehr als 5000 Mann durch Tod.

#### Ritter des Militär-Max-Joseph-Ordens
- 5. Mai 1915: Major Eugen Halder
- 29. Oktober 1915: Leutnant der Reserve Ludwig Frisch († 21. März 1916)
- 25. Februar 1916: Leutnant Wilhelm Thoma
- 25. Februar 1916: Leutnant Adolf Tutschek
- 31. Juli 1917: Major Otto Saur
- 1. Oktober 1917: Hauptmann Christian Schneider († 25. Juni 1916)
- 18. Oktober 1917: Leutnant der Reserve Rudolf Kardel († 6. September 1917)
- 28. Oktober 1919: Major Eduard Doehla (gefallen als Kommandeur des II. Bataillons am 14. April 1918)
- 4. Februar 1920: Leutnant der Reserve Josef Steiner (Kommandeurkreuz mit Wirkung vom 15. April 1918)
- 4. Februar 1920: Leutnant der Reserve Paul Dreher († 29. September 1918)

- Seit der Umformierung zum 3. Infanterieregiment 1801, war die Fahne des 1. Bataillons geschmückt mit der Goldenen Tapferkeitsmedaille des in der Schlacht von Mösskirch am 5. Mai 1800 tödlich verwundeten Fahnenträgers Johann Horn. Es war die einzige persönliche Auszeichnung, die man jemals an einem bayerischen Feldzeichen befestigte, und ein absoluter Präzedenzfall.

### Verbleib
Nach dem Waffenstillstand kehrten die Reste des Regiments nach Bayern zurück. In Augsburg fand vom 13. Dezember 1918 bis 15. Januar 1919 die Demobilisierung des Regiments statt sowie die zwischenzeitliche Auflösung am 10. Mai 1919. Aus Teilen des Regiments wurde am 25. April 1919 mit der Aufstellung des Volkswehr-Infanterie-Regiments Augsburg begonnen, das dann im Juni 1919 als I. Bataillon des Reichswehr-Infanterie-Regiments 44 aufging.
Die Tradition übernahm in der Reichswehr die 5. und 7. Kompanie des 19. (Bayerisches) Infanterie-Regiments.

### Kommandeure
| Dienstgrad     | Name                 | Datum                                  |
| -------------- | -------------------- | -------------------------------------- |
| Oberst         | Friedrich von Pflaum | 08. Juni 1902 bis zum 22. Oktober 1903 |
| Oberst         | Maximilian Jehlin    | 1913 bis 25. Dezember 1914             |
| Oberstleutnant | Franz von Stengel    | 26. Dezember 1914 bis 12. August 1917  |
| Oberstleutnant | Theodor Carl         | 13. bis 30. August 1917                |
| Major          | Maximilian Werkmann  | 31. August bis 21. Oktober 1917        |
| Oberst         | Franz von Stengel    | 22. Oktober 1917 bis Juli 1918         |
| Major          | Oskar Prager         | 28. Juli 1918 bis Kriegsende           |